# مورسنگ‌چشم زنگارگون
مورسنگ‌چشم زنگارگون (نام علمی: Thamnistes anabatinus) یک پرنده گنجشک‌سان در زیرتیرهٔ Myrmornithinae از تیرهٔ مورچه‌مرغ (Thamnophilidae) «نمادین» است. در مکزیک، همه کشورهای آمریکای مرکزی به جز السالوادور، کلمبیا، اکوادور، ونزوئلا و احتمالاً پرو یافت می‌شود.